# جسر كاركاميس
جسر كاركاميس Karkamış ( (بالتركية: Karkamış Köprüsü)‏  ) هو جسر جملوني يمر عليه خط سكة حديد كوباني-نصيبين فوق نهر الفرات في جنوب شرق تركيا. 
تم بناء الجسر بواسطة شركة سكة حديد بغداد بين عامي 1911 و 1913 في الدولة العثمانية ولعب دورًا مهمًا في نقل القوات والإمدادات خلال الحرب العالمية الأولى، حيث كان المعبر الدائم الوحيد لنهر الفرات في المنطقة. بعد الحرب سقط الجسر والسكك الحديدية تحت السيطرة العسكرية البريطانية حتى سحب الحلفاء قواتهم من تركيا. استولت شركة Chemins de fer de Cilicie Nord-Syrie (CNS) المملوكة للفرنسيين ومقرها في سوريا أثناء الاحتلال الفرنسي، على السكك الحديدية في عام 1921 وشغّلت الطريق حتى بيعت إلى شركة السكك الحديدية الجنوبية التركية في عام 1933. ظلت هذه الشركة الجديدة تملك وتدير السكك الحديدية حتى تم استحوزت عليها شركة السكك الحديدية التركية العامة في عام 1948.
عند الانتهاء من البناء لأول مرة، كان هيكل الجسر هو ثاني أطول جسر في الدولة العثمانية ثم في تركيا، وذلك بعد جسر أوزونكوبرو في تراقيا الشرقية. 